# Carthage (Mississippi)
Carthage è una città (city) degli Stati Uniti d'America, capoluogo della contea di Leake, nello Stato del Mississippi.